# Sławomir Wesołowski
Sławomir Wesołowski (ur. 1954 w Warszawie, zm. 24 grudnia 2020 w Michałowicach) – polski kompozytor, producent muzyczny i realizator nagrań, współzałożyciel zespołu Papa Dance.

## Życiorys
Ukończył reżyserię muzyczną w Państwowej Wyższej Szkole Muzycznej w Warszawie (uczelnię przemianowano w 2008 na Uniwersytet Muzyczny Fryderyka Chopina). Następnie pracował w Telewizji Polskiej i Polskim Radiu. Jako realizator nagrań i producent muzyczny współpracował między innymi z zespołami 2 plus 1, Daab, Lady Pank, Republika, a także z takimi artystami jak Anna Jantar, Krystyna Prońko, Stanisław Sojka, Andrzej Zaucha czy Kapitan Nemo.
Był także realizatorem nagrań do serialu Studio Filmowe „Kadr” Misja (1980) w reżyserii Pawła Komorowskiego, dramatu Andrzeja Wajdy Człowiek z żelaza (1981), filmu muzycznego Pawła Karpińskiego To tylko rock (1983) oraz dwóch produkcji Krzysztofa Gradowskiego – Akademia pana Kleksa (1983) i Podróże pana Kleksa (1985).

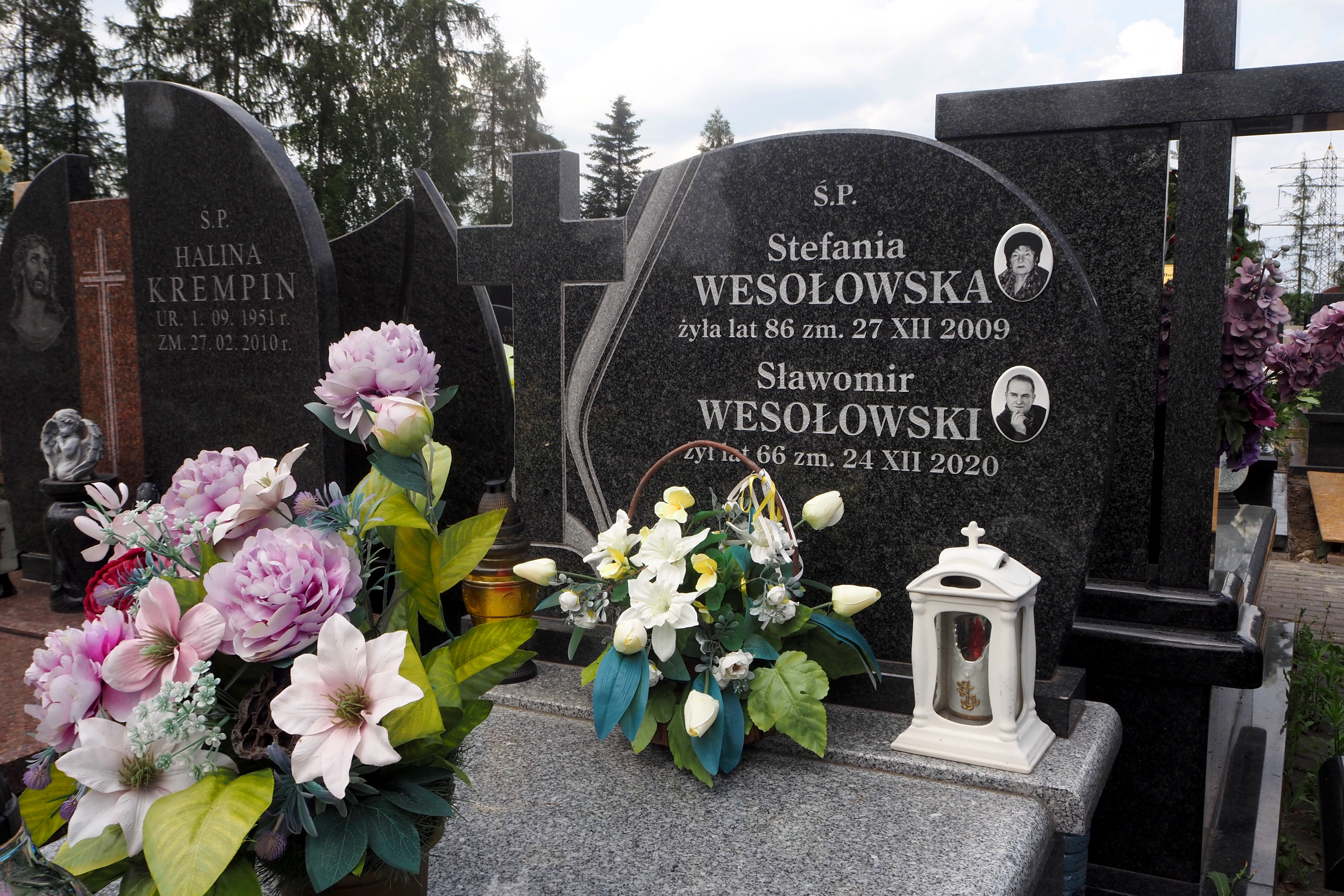
Grób Sławomira Wesołowskiego na cmentarzu parafialnym w Michałowicach obok Pruszkowa

Wspólnie z Mariuszem Zabrodzkim tworzył duet komponujący pod pseudonimem Adam Patoh. Wesołowski i Zabrodzki zaangażowani byli w wykreowanie postaci Franka Kimono. W ramach tego projektu byli odpowiedzialni za aranżacje, klimat i brzmienie.
W 1984 Wesołowski i Zabrodzki wspólnie stworzyli zespół Papa Dance, dla którego komponowali utwory, dobierali skład i tworzyli image. W 1990 Wesołowski wyjechał wraz z Papa Dance i Zabrodzkim na koncerty w klubach polonijnych do USA i Kanady. Po rozpadzie zespołu pozostał na emigracji w USA. Do Polski powrócił na stałe na początku XXI wieku. Był przeciwny reaktywacji Papa Dance przez Mariusza Zabrodzkiego i wykorzystywaniu nazwy Papa Dance. Zmarł 24 grudnia 2020, pochowany został 5 stycznia 2021 na cmentarzu parafialnym w Michałowicach.